# キュンメル
キュンメル（独: Kümmel）は、ドイツで作られるリキュールである。Kümmelはドイツ語でキャラウェイのことであり、このリキュールもキャラウェイで風味付けされている。日本語ではキュンメル酒と表記することもある。
キュンメル以外にアニスやクミンなどが用いられている。液色は無色透明、アルコール度数は約45度である。
食前酒、製菓用に用いられるほか、重い食事の後にも飲まれる。
キュンメルとドライ・ジンを等量合わせたカクテルをシルバー・ストリークと呼ぶ。